# Femmes damnées
Pour plus de détails, voir Fiche technique et Distribution.
Femmes damnées (titre original : Donne proibite) est un film franco-italien réalisé par Giuseppe Amato, sorti en 1953. Il s'agit d'une adaptation pour le cinéma de la comédie dramatique Vita nuova de l'écrivain et scénariste italien Bruno Paolinelli.

## Synopsis
Une maison close est subitement fermée à la suite de la tentative de suicide de l'une de ses pensionnaires, Tamara (Lilla Brignone). Trois de ses consœurs, Lola (Linda Darnell), Vally (Valentina Cortese) et Franca (Lea Padovani) doivent donc se chercher un nouveau toit. Elles trouvent refuge chez une ancienne collègue, Rosa (Giulietta Masina), qui s'est retirée de la profession. Pour les quatre femmes vient alors le temps de la réflexion et des questions sur leurs avenirs

## Fiche technique
- Titre : Femmes damnées
- Titre original : Donne proibite
- Réalisation : Giuseppe Amato, assisté d'Alberto Cardone
- Scénario : Giuseppe Mangione, Giuseppe De Santis, Elio Petri, Gianni Puccini, Bruno Paolinelli, Cesare Zavattini, Siro Angeli (it) et Gigliola Falluto
- Photographie : Anchise Brizzi
- Montage : Gabriele Varriale
- Musique : Renzo Rossellini
- Producteur : Giuseppe Amato
- Société de production : Amato Film
- Pays de production : Italie
- Langage : Italien
- Format : Noir et blanc
- Genre : melodrame
- Durée : 95 minutes
- Dates de sortie :
  - Italie : 27 janvier 1954
  - France : 9 février 1955

## Distribution
- Linda Darnell: Lola Baldi
- Valentina Cortese: Vally
- Lea Padovani: Franca
- Giulietta Masina: Rosa Cercutelli / Rosita Belmonte
- Lilla Brignone: Tamara
- Carlo Dapporto: Vittorio
- Anthony Quinn: Francesco Casertano
- Alberto Farnese: Alberto Martelli
- Alberto Talegalli: Amilcare
- Checco Durante: le père de Francesco
- Roberto Risso: Bruno Matteucci
- Lola Braccini: dame Cappello
- Rossella Falk: Morena
- Tino Buazzelli: Giovanni Di Stefano
- Aldo Silvani: un médecin
- Anita Durante: la mère d'Amilcare
- Mariolina Bovo (it): Gelsomina
- Miranda Campa: la femme à l'œillet rouge
- Antonio Cifariello: le docteur Carlo
- Edoardo Toniolo: un médecin
- Maria Zanoli: une personne âgée hospitalisée
- Margherita Bagni: la mère de Bruno
- Memmo Carotenuto: le boulanger
- Anna Maria Bottini : une amie de Tarama
- Patrizia Remiddi: Gabriella
- Gina Amendola (it)
- Pina Piovani
- Alberto Plebani (it)
- Cristina Fantoni (it)
- Rina Dei
- Luigi Pigliacelli

## Autour du film
- Le film se déroule dans la ville de Rome.